# Cornel Iancu

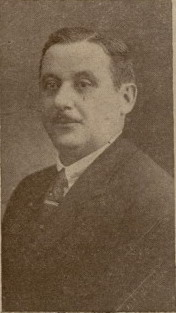
Dr. Cornel Iancu, deputat de Arad, 1926

Cornel Iancu (n. 1874, Cintei, Comitatul Arad, România – d. 1956) a fost un avocat din Arad și delegat la Marea Adunare Națională de la Alba Iulia din 18 noiembrie/ 1 decembrie 1918 în calitate de reprezentant al Cercului Arad, județul Arad și al PNR. A fost membru al Marelui Sfat Național Român, deputat și senator PNȚ de Arad.